# Axel Kutsch
Axel Kutsch (n. 1945, Bad Salzungen, Turingia, Germania – d. 1 august 2025) a fost un poet și editor german. 

## Viața și opera
Din 1983, Axel Kutsch a scris numeroase cărți de poezie. Poemele lui Kutsch au apărut în numeroase publicații și antologii naționale și internaționale (Australia, Canada, Francia), calendare, reviste, precum și pe Internet. Dintre publicaþiile mai recente se impun a fi amintite textele apărute în Marele Conrady. Cartea poeziilor germane de la începuturi pînă în prezent (2008) sau în antologie din poezia germană contemporană lui Christoph Buchwald Jahrbuch der Lyrik (2011). Poemele lui Kutsch au fost traduse în engleză și franceză.
Kutsch a publicat seriile de antologii Versnetze. Poezia germană contemporană (din 1983) precum și seria de poeți germani contemporani (1991-1995).
Axel Kutsch trăiește în Bergheim/Erft.

## Cărți publicate (selecție)

### Poezie
- Stille Nacht nur bis acht (2006).
- Ikarus fährt Omnibus (2005).
- Fegefeuer, Flamme sieben (2005).
- Wortbruch (1999).
- Einsturzgefahr (1997).
- Zerbissenes Lied (1994).
- Stakkato (1992).
- In den Räumen der Nacht (1989).
- Aus einem deutschen Dorf (1986).

### Seriile de antologii
- Versnetze - poezia germană contemporană - (2008, 2009, 2010).
- An Deutschland gedacht. Lyrik zur Lage des Landes (2009).
- Städte. Verse. Deutschsprachige Großstadtlyrik der Gegenwart (2002).
- Blitzlicht. Deutschsprachige Kurzlyrik aus 1100 Jahren (2001).
- Der parodierte Goethe (1999).
- Reißt die Kreuze aus der Erden! Lyrik in den Zeiten der Revolution v. 1848 (1998).
- Jahrhundertwende - poezia germană contemporană - (1996).
- Der Mond ist aufgegangen. Deutschsprachige Gedichte mit Mond vom Barock bis zur Gegenwart (1995).
- Zacken im Gemüt. Lyrik der 90er Jahre (1994).
- Wortnetze I–III (1989–91).
- Ortsangaben (1987).
- Keine Zeit für Lyrik? (1983).